# Myntverket
Myntverket (oficialment AB Myntverket) és una empresa privada sueca que produeix monedes i medalles, incloses les monedes nacionals sueques i les medalles del Premi Nobel. Des de 2008, les monedes sueques les encunya l'empresa matriu de Myntverket, Mint of Finland Ltd a Hèlsinki, Finlàndia, posant fi a una història de 1.012 anys d'encunyació de monedes sueques a Suècia.